# Barrundia

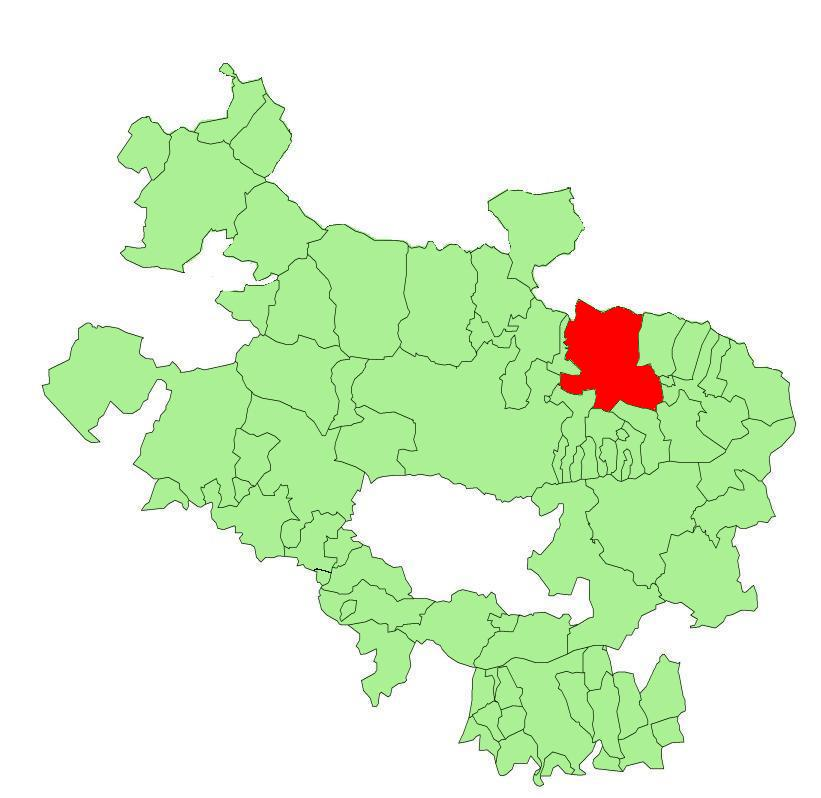
Położenie gminy na mapie prowincji Araba.

Barrundia – gmina w Hiszpanii, w Kraju Basków, w prowincji Araba, w comarce Aguraingo kuadrila, 18 kilometrów od miasta Vitoria.
Siedziba gminy to Ozaeta.
Powierzchnia gminy wynosi 97,43 km². Zgodnie z danymi INE, w 2004 roku liczba ludności wynosiła 755, a gęstość zaludnienia 7,75 osoby/km². Kod pocztowy do gminy to 01206. Obecnym burmistrzem jest José Félix Uriarte Uriarte z Nacjonalistycznej Partii Basków.

## Miejscowości
W skład gminy Barrundia wchodzi piętnaście miejscowości:
- Audikana
- Dallo
- Elgea
- Etura
- Etxabarri-Urtupina
- Gebara
- Heredia
- Hermua
- Larrea
- Marieta-Larrinzar
- Maturana
- Mendijur
- Ozaeta – siedziba gminy

## Demografia
| 1991 | 1996 | 2001 | 2004 |
| ---- | ---- | ---- | ---- |
| 573  | 554  | 640  | 755  |

## Osoby związane z gminą Barrundia
- Juan Pérez de Lazarraga (1550–1605) – pisarz języka baskijskiego
- Juan Manuel Díaz de Guereñu (1956) – profesor literatury
- Vicente Beltrán de Heredia (1885-1973) – historyk
- Bruno Villarreal (1799-1860) – generał
- Manuel de Aróstegui Sáenz de Olamendi (1758-1813) – polityk